# Alex Stevenson
Alex Stevenson (Dublino, 9 agosto 1912 – 2 settembre 1985) è stato un calciatore irlandese, di ruolo attaccante.

## Carriera
Gioca nei Dolphis di Dublino crescendo nei Rangers di Glasgow, prima di arrivare a Liverpool il 3 febbraio del 1934 per giocare nell'Everton. Dopo quindici anni, un campionato inglese, 271 incontri e 90 reti si trasferisce al Bootle il 7 maggio del 1949, società nella quale chiude la carriera.

## Palmarès

### Club

#### Competizioni nazionali
- Campionato scozzese: 2

Rangers: 1932-1933, 1933-1934
- Coppa di Scozia: 1

Rangers: 1933-1934
- Campionato inglese: 1

Everton: 1938-1939